# BET1L
BET1L‏ (Bet1 golgi vesicular membrane trafficking protein like) هوَ بروتين يُشَفر بواسطة جين BET1L في الإنسان.